# Celatiscincus
Celatiscincus – rodzaj jaszczurek z podrodziny Lygosominae w obrębie rodziny scynkowatych (Scincidae).

## Zasięg występowania
Rodzaj obejmuje gatunki występujące endemicznie w Nowej Kaledonii (Nowa Kaledonia i Île des Pins). 

## Systematyka
Rodzaj zdefiniował w 2006 roku australijsko-amerykański zespół herpetologów (Australijczycy Ross Allen Sadlier i Sarah A. Smith oraz Amerykanin Aaron Matthew Bauer) w artykule poświęconym nowemu rodzajowi nowokaledońskiej jaszczurki wraz z opisem nowego gatunku opublikowanym w czasopiśmie Records of the Australian Museum. Gatunkiem typowym jest (oryginalne oznaczenie) Celatiscincus euryotis.

### Etymologia
Celatiscincus (rodz. męski): łac. celatus ‘ukryty’, od celare ‘ukryć’; scincus ‘gatunek jaszczurki, scynk’.

### Podział systematyczny
Do rodzaju należą następujące gatunki: 
- Celatiscincus euryotis (Werner, 1910)
- Celatiscincus similis Sadlier, Smith & Bauer, 2006